# Código biquinario

Código biquinario

Código biquinario reflejado

El código biquinario es un sistema de numeración usado en ábacos y en algunos de los primeros ordenadores, como el Colossus.
El término biquinario se refiere a que el código tiene una parte de dos estados (bi) y otra de cinco estados (quin).
Existen varias representaciones de un decimal codificado en biquinario, ya que:
- el componente de dos estados se puede representar tanto con uno como con dos bits
- y el componente de cinco estados, tanto con tres como con cinco bits

## Ejemplos

### IBM 650

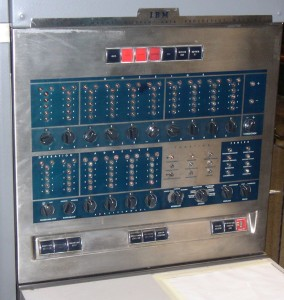
Indicadores biquinarios en el panel frontal del IBM 650.

El IBM 650 tenía 7 bits: dos para la componente binaria (pesos 0 5) y cinco para la componente quinaria (pesos 0 1 2 3 4).
En la foto a la derecha se pueden observar estos indicadores: hay 16 de ellos, cada uno con una columna de 5 luces, con las otras dos arriba a los lados.
| Valor | Bits 50-43210 |
| ----- | ------------- |
| 0     | 01-00001      |
| 1     | 01-00010      |
| 2     | 01-00100      |
| 3     | 01-01000      |
| 4     | 01-10000      |
| 5     | 10-00001      |
| 6     | 10-00010      |
| 7     | 10-00100      |
| 8     | 10-01000      |
| 9     | 10-10000      |

### UNIVAC Solid State
El ordenador UNIVAC Solid State usaba 4 bits:
1 para la parte binaria (peso 5),
y 3 para la quinaria (pesos 4 2 1).
Además tenía 1 bit de paridad.
| Valor | Bits p-5-421 |
| ----- | ------------ |
| 0     | 1-0-000      |
| 1     | 0-0-001      |
| 2     | 0-0-010      |
| 3     | 1-0-011      |
| 4     | 0-0-100      |
| 5     | 0-1-000      |
| 6     | 1-1-001      |
| 7     | 1-1-010      |
| 8     | 0-1-011      |
| 9     | 1-1-100      |

### LARC
El LARC de UNIVAC tenía 4 bits:
1 para la parte binaria (peso 5)
y 3 para la parte quinaria, que siguen un orden de contador en anillo.
Tiene también 1 bit de paridad.
| Valor | Bits p-5-qqq |
| ----- | ------------ |
| 0     | 1-0-000      |
| 1     | 0-0-001      |
| 2     | 1-0-011      |
| 3     | 0-0-111      |
| 4     | 1-0-110      |
| 5     | 0-1-000      |
| 6     | 1-1-001      |
| 7     | 0-1-011      |
| 8     | 1-1-111      |
| 9     | 0-1-110      |